# Eude di Vermandois
Eude di Vermandois (910 circa – dopo il 19 giugno 946) fu visconte di Vienne dal 928 al 931 e conte (usurpatore) d'Amiens dal 941 al 944.

## Origine
Era figlio maschio primogenito del conte di Vermandois, di Meaux, di Soissons e di Madrie e di Vexin, signore di Peronne, Senlis e San Quintino e futuro conte di Troyes, Erberto II (880 – 943) (discendente del re d'Italia, Bernardo, nipote di Carlo Magno) e di Adele (ca. 895- ca. 931), l'unica figlia del marchese di Neustria e futuro re di Francia, Roberto I, e di Adele del Maine, come è indicato nelle Europäische Stammtafeln, vol II cap. 10 (non consultate). La Chronica Albrici Monachi Trium Fontium, citandoli nell'anno 920, conferma la parentela tra Erberto II e Roberto I.

## Biografia
Suo padre, Erberto II, nel 923, per favorire il neoeletto re dei Franchi occidentali, Rodolfo, in contrapposizione al titolare, il carolingio, Carlo il Semplice, con un tranello (raccontato nei dettagli da Rodolfo il Glabro) riuscì a catturare ed imprigionare Carlo il Semplice. Ma dopo che, nel corso del 927, i rapporti tra il re Rodolfo e la nobiltà si erano guastati, Erberto II, cercando di approfittare della situazione, dopo essersi alleato col duca di Normandia, Rollone, a cui aveva lasciato in ostaggio il suo primogenito, Eude, fece uscire Carlo dalla prigione e fece in modo che il figlio di Rollone, Guglielmo detto Lungaspada, associato dal padre nel titolo di duca, rendesse onore a Carlo.
Assieme al padre, Erberto, condussero Carlo il Semplice in Borgogna, nel 928, affinché Ugo d'Arles, col consenso di re Rodolfo concedesse loro la contea di Vienne ed Eude, la governasse col titolo di visconte.
Eude esercitò il suo incarico per un breve periodo. In ogni caso la città fu governata dal figlio dell'imperatore Ludovico III, Carlo Costantino di Vienne, il precedente conte, a cui la contea era stata confiscata, e che dal 931 governò nuovamente la contea.
Nel 938, a differenza del padre, che aveva rotto col re dei Franchi occidentali, Luigi IV di Francia, Eude giurò fedeltà al re, che, in quello stesso anno lo nominò custode e difensore della capitale del regno, la città di Laon.
Eude, nel 941, conquistò la città e la contea d'Amiens da cui, secondo lo storico francese, Christian Settipani, venne cacciato però tre anni dopo, nel 944.
Non si hanno notizie certe della sua morte, in quanto, dopo il 19 giugno 946, non viene più citato dalle cronache.

## Discendenza
Di Eude non si conosce l'esistenza di una eventuale moglie, né si hanno notizie di discendenti.

## Ascendenza
|                          |                  |                        | Genitori     |  |  | Nonni |  |  | Bisnonni               |  |  | Trisnonni         |  |
|                          |                  |                        |              |  |  |       |  |  | Pipino I di Vermandois |  |  | Bernardo d'Italia |  |
|                          |                  |                        |              |  |  |       |  |  | Pipino I di Vermandois |  |  | Bernardo d'Italia |  |
|                          |                  | Cunegonda              |              |  |  |       |  |  | Pipino I di Vermandois |  |  |                   |  |
| Erberto I di Vermandois  |                  |                        |              |  |  |       |  |  | Pipino I di Vermandois |  |  |                   |  |
|                          |                  | …                      | …            |  |  |       |  |  |                        |  |  |                   |  |
|                          |                  | …                      | …            |  |  |       |  |  |                        |  |  |                   |  |
|                          |                  | …                      | …            |  |  |       |  |  |                        |  |  |                   |  |
| Erberto II di Vermandois |                  | …                      |              |  |  |       |  |  |                        |  |  |                   |  |
|                          |                  | …                      | …            |  |  |       |  |  |                        |  |  |                   |  |
|                          |                  | …                      | …            |  |  |       |  |  |                        |  |  |                   |  |
|                          |                  | …                      | …            |  |  |       |  |  |                        |  |  |                   |  |
| Liutgarda di Morvois     |                  | …                      |              |  |  |       |  |  |                        |  |  |                   |  |
|                          |                  | …                      | …            |  |  |       |  |  |                        |  |  |                   |  |
|                          |                  | …                      | …            |  |  |       |  |  |                        |  |  |                   |  |
|                          |                  | …                      | …            |  |  |       |  |  |                        |  |  |                   |  |
| Eude di Vermandois       |                  | …                      |              |  |  |       |  |  |                        |  |  |                   |  |
|                          | Roberto il Forte | Roberto III di Hesbaye |              |  |  |       |  |  |                        |  |  |                   |  |
|                          | Roberto il Forte | Roberto III di Hesbaye |              |  |  |       |  |  |                        |  |  |                   |  |
|                          | Roberto il Forte | Wiltrude di Orléans    |              |  |  |       |  |  |                        |  |  |                   |  |
| Roberto I di Francia     | Roberto il Forte |                        |              |  |  |       |  |  |                        |  |  |                   |  |
|                          |                  | Adelaide d'Alsazia     | Ugo di Tours |  |  |       |  |  |                        |  |  |                   |  |
|                          |                  | Adelaide d'Alsazia     | Ugo di Tours |  |  |       |  |  |                        |  |  |                   |  |
|                          |                  | Adelaide d'Alsazia     | Ava/Bava     |  |  |       |  |  |                        |  |  |                   |  |
| Adele di Neustria        |                  | Adelaide d'Alsazia     |              |  |  |       |  |  |                        |  |  |                   |  |
|                          |                  | …                      | …            |  |  |       |  |  |                        |  |  |                   |  |
|                          |                  | …                      | …            |  |  |       |  |  |                        |  |  |                   |  |
|                          |                  | …                      | …            |  |  |       |  |  |                        |  |  |                   |  |
| Adele del Maine          |                  | …                      |              |  |  |       |  |  |                        |  |  |                   |  |
|                          |                  | …                      | …            |  |  |       |  |  |                        |  |  |                   |  |
|                          |                  | …                      | …            |  |  |       |  |  |                        |  |  |                   |  |
|                          |                  | …                      | …            |  |  |       |  |  |                        |  |  |                   |  |
|                          |                  | …                      |              |  |  |       |  |  |                        |  |  |                   |  |

### Fonti primarie
- (LA)  Monumenta Germaniae Historica, Scriptores, tomus III.
- (LA)  Monumenta Germaniae Historica, Scriptores, tomus XXIII.
- (LA)  Rodulfus Glaber Cluniacensis: Historiarum Sui Temporis Libri Quinque.

### Letteratura storiografica
- René Poupardin, I regni carolingi (840-918), in «Storia del mondo medievale», vol. II, 1999, pp. 583–635
- Louis Halphen, Francia: gli ultimi Carolingi e l'ascesa di Ugo Capeto (888-987), in «Storia del mondo medievale», vol. II, 1999, pp. 636–661